# Anna Dorotea de Austria
Anna Dorotea de Austria markraběnka rakouská, (německy: Anna Dorothea Markgräfin ab Austria, španělsky: Ana Dorotea marquesa de Austria, ?1611/1612 – 14. srpna 1694 Madrid). Levobočná dcera Rudolfa II. Koletinská klariska a vikářka kláštera Královských bosých (španělsky: Descalzas Reales) v Madridě. Mecenáška. Politická spojka mezi španělskými a rakouskými Habsburky.

## Původ

### Otázka data a místa narození
Přesné datum narození Anny Dorotey de Austria není známo.
Na svět přišla krátce před smrtí svého otce Rudolfa II. (1552–1612), císaře Svaté říše římské, který skonal 20. ledna 1612 v Praze. Rakouská historiografie 19. století pokládala na základě dochované diplomatické korespondence vyslanců při Rudolfově pražském císařském dvoře za pravděpodobný měsíc narození leden roku 1612 či přímo 19. leden 1612. Nizozemský vyslanec na císařském dvoře Peter de Vischer sdělil listem z 21. ledna 1612 místodržícímu Španělského Nizozemí a mladšímu bratrovi Rudolfa II. arcivévodovi Albrechtovi VII. Rakouskému (1559–1621), že se císaři den před smrtí narodila dcera. Narození dcery krátce před smrtí Rudolfa II. potvrzuje rovněž benátský vyslanec na císařském dvoře Girolamo Soranzo dopisem z 20. ledna 1612. Španělští historikové považují za pravděpodobnější rok narození 1611, odvozený z dokumentů o vstupu Anny Dorotey do řeholního řádu koletinských klarisek v madridském klášteře Královských bosých. Když roku 1628 skládala řeholní slib, odpověděla na otázku po stáří „sedmnáct let“.
Anna Dorotea de Austria se s největší pravděpodobností narodila v Praze a byla ve velmi raném věku poslána do Vídně. Vídeň považovala za místo původu, což vyplývá z dokumentů souvisejících se složením řeholního slibu roku 1628. Na otázku odkud pochází odpověděla „z Vídně v království německém“.

### Otázka matky
Matka Anny Dorotey de Austria není známa.
Anna Dorotea se řadí mezi šest dětí, které císař Rudolf II. legitimoval jako své levobočky „počaté s neprovdanou, svobodnou a jinak počestnou ženou“ a opatřil je šlechtickým stavem markrabí Rakouský či markraběnka Rakouská, označovaným rovněž jako markrabí nebo markraběnka Svaté říše římské. Na císařském dvoře se používalo španělské zdvořilostní označení levobočků don či dona de Austria. Mimo nejmladšího dítěte Anny Dorotey de Austria byli mezi uznanými levobočky Alžběta (1580–1624), pod řádovým jménem Alžběta Konstancie klariska vídeňského kláštera Panny Marie královny andělů (německy: St. Maria, Königin der Engel), zvaného Královnin klášter (německy: Königinkloster); Julius Caesar (1585–1609); Karolína (1591–1662), provdaná za brabantského šlechtice Františka Tomáše Perrenota de Granvelle knížete z Cante-Croix (1589–1629); Matyáš (1594–1626) a Karel (1603–1628).
V české historické literatuře je za matku těchto šesti dětí obvykle považována císařova dlouholetá milenka Kateřina Stradová, vlastním jménem Anna Marie Stradová z Rosbergu (1579–1629), nemanželská dcera antikváře císařských sbírek Ottavia Strady (kolem 1550–1606) a Mariany Hofmeisterové. V Rakouském státním archivu je zaznamenáno datum úmrtí Kateřiny Stradové 19. května 1629 s přesným udáním stáří. Je-li tento údaj správný, narodila se roku 1579. V tom případě nemohla být matkou Alžběty, Julia Caesara a Karolíny. Po boku císaře Rudolfa II. je doložena mezi lety 1592 až 1603. Povila mu dva syny, kteří dosáhli dospělosti, Matyáše a Karla. Otec Kateřiny Stradové Ottavio Strada vypočítal ve svých pamětech pět dětí, které císař Rudolf II. uznal do roku 1603 za své levobočky. Mateřství přisoudil Ottavio Strada čtyřem blíže nejmenovaným císařským konkubínám. Alžbětu zplodil Rudolf II. s první, Julia Caesara s druhou, Karolínu s třetí, Matyáše a Karla se svou čtvrtou konkubínou. Roku 1603 provdal Rudolf II. Kateřinu Stradovou za svého osobního komorníka Kryštofa Ranfta (1561–1642), vdovce a otce několika dětí. Její mateřství u Anny Dorotey narozené roku 1612 proto nepřichází v úvahu.
Rakouský historik umění Heinrich Modern (1851–1914) považoval za matku Anny Dorotey de Austria neznámou ženu zobrazenou na aversu stříbrné alegorické medaile oválného tvaru s motivem vanitas symbolizující smrt císaře Rudolfa II. Habsburského, vytvořené roku 1612 pražským dvorním zlatníkem a medailérem nizozemského původu Paulusem van Vianenem (1570–1613). Na Modernem popsané medaili, která se roku 1894 nacházela v soukromé numismatické sbírce oftalmologa Josefa Brettauera (1835–1905) v Terstu, bylo v profilu zleva zobrazeno poprsí mladé, plnoštíhlé ženy. Obličej a postava vykazovaly individuální rysy: široké čelo, plné rty, náznak dvojité brady a masivní šíji, zvlněné vlasy byly zčesány do manýristicky komplikovaného účesu zdobeného diadémem s perlami a závojem. Umně shrnutý šat odhaloval ňadra, mezi něž dosahoval přívěsek na řetězu zavěšeném kolem krku, do ucha byla vetknuta náušnice s perlovým přívěskem. V opisu medaile byl latinský nápis Ne Glorieris In Crastinum. Revers medaile zachycoval lidskou kostru v profilu zprava, s mezerami v chrupu, rubášem kolem ramen a ropuchou na temeni lebky. V opisu byl latinský nápis Memor Esto Quoniam Mors Non Tardat. Modern řadil tuto medaili k těm nejlepším vytvořeným v 16. a 17. století. Upozornil na podobnou ženu zobrazenou rovněž s motivem vanitas na ebenové, polodrahokamy zdobené kazetě na psací potřeby patřící Rudolfovi II. a uchované ve sbírkách Uměleckohistorického muzea ve Vídni. Podle Moderna našel ředitel muzea Albert Ilg (1847–1896) v jedné tajné, po století neotevřené zásuvce zlatistý pramen vlasů. Modern přisoudil vlasy neznámé ženě z portrétu na medaili.

## Život

### Dětství do roku 1622
Kde a jakým způsobem trávila Anna Dorotea de Austria dětství, se nedochovaly písemné dokumenty. Na základě srovnání se staršími dcerami císaře Rudolfa II. lze usuzovat, že nezůstala v péči matky. Nejstarší dceru Alžbětu svěřil Rudolf II. své sestře Alžbětě Rakouské (1554–1592), ovdovělé královně francouzské žijící ve vídeňském klášteře klarisek Panna Marie královna andělů (německy: St. Maria Königin der Engel), který založila. Prostřední dcera Karolína, jejíž matkou měla být Eufemie z Rožmitálu, vyrůstala do roku 1607 na Jindřichově Hradci u Kateřiny Hradecké z Monfortu (1556–1631), manželky Jana Adama II. z Hradce (1546–1596), příbuzného pánů z Rožmitálu a společníka Rudolfa II. z mládí. V případě nejmladší Anny Dorotey stihl Rudolf II. uznat ji za levobočnou dceru, na další opatření již nezbyl čas. Zemřel bez posledního pořízení, budoucnost dosud nezletilých potomků Matyáše a Karla studujících na jezuitské koleji ve Štýrském Hradci a nemluvněte Anny Dorotey byla zprvu nejasná. Rudolfův bratr a následovník císař Matyáš (1557–1619) povolil na přímluvu arcivévody Ferdinanda Štýrského (1578–1637), pozdějšího císaře Ferdinanda II., roku 1612 roční důchod pro bratry Matyáše a Karla, roku 1617 je mezi příjemci důchodů jmenována i nejstarší Rudolfova dcera Alžběta, od roku 1598 jeptiška ve vídeňském klášteře klarisek Panna Marie, královna andělů. Přiznání ročního důchodu Anně Dorotee není doloženo, pouze, že roku 1627 vedla jednání o podíl na dědictví po císaři Matyášovi.
Současník Anny Dorotey de Austria, františkánský mnich Juan de Palma, zpovědník a autor životopisu její tety arcivévodkyně Markéty Rakouské (1567-1633) psal, že Anna Dorotea vyrůstala ve Vídni v péči císaře Matyáše a jeho ženy Anny Tyrolské (1585–1618), po níž přijala jméno Anna. Po Matyášově smrti byla vychovávána ve vídeňském klášteře augustiniánek kanovnic Nebeská brána (německy: Himmelpfortkloster). Konvent, do něhož vstupovaly převážně urozené ženy, vybral pravděpodobně jeho příznivec a mecenáš, vídeňský biskup Melchior kardinál Khlesl (1552–1630), kancléř a blízký poradce císaře Matyáše.

### Příchod do Španěl
Povinnosti vůči Anně Dorotee de Austria převzal po Matyášovi císař Ferdinand II. Na podzim 1622 přerušil desetiletou pomlku následující po zprávách o jejím narození z ledna roku 1612. 13. září 1622 vyrozuměl Františka Kryštofa Khevenhüllera hraběte z Frankenburgu (1588–1650), rakouského vyslance na madridském královském dvoře Filipa IV. Španělského (1605–1665), o svém rozhodnutí předat dívku do péče arcivévodkyně Markéty Rakouské, jeptišky v madridském klášteře Královských bosých, která dívce nabídla ochranu. Khevenhüller měl vše zařídit tak, aby Anna Dorotea po příchodu do Madridu vedla život jeptišky „nehledajíce útěchu jinde, než v náboženství, zachovávajíce si ctnost, zbožnost a nevinnost“.
Arcivévodkyně Markéta Rakouská, dcera císaře Maxmiliána II. (1527–1576) a infantky Marie Španělské (1528–1603), byla mladší sestrou císaře Rudolfa II. a tím tetou Anny Dorotey de Austria. Roku 1581 odešla spolu se svou matkou císařovnou-vdovou Marií Španělskou z Vídně do Madridu. Za útočiště si zvolily madridský klášter koletinských klarisek Navštívení Panny Marie (španělsky: de Nuestra Senora de la Visitación), založený sestrou císařovny-vdovy Marie infantkou Janou Španělskou (1535-1573). Dle vůle zakladatelky byly do konventu přijímány pouze aristokratky. Královské rodině a zejména jejím ženským členům sloužil klášter k příležitostným pobytům. Španělská historička Vanessa de Cruz Medina nazývá Královské bosé napůl klášterem, napůl palácem. Narážejíc na královskou záštitu a přísnou observanci koletinských neboli chudých či bosých klarisek (latinsky: Ordo Sanctae Clarae reformationis ab Coleta) se ujalo lidové označení kláštera Královských bosých (španělsky: Descalzas Reales). Císařovna-vdova Marie a arcivévodkyně Markéta sídlily v klášteře v královském apartmánu obklopeny stovkou dvořanů, dvorních dam a sloužících včetně dvorního orchestru. Markéta byla vybrána za pátou choť matčina bratra, krále Filipa II. Španělského (1527–1598), dala ale přednost Ježíši. Roku 1585 složila v klášteře Královských bosých řeholní slib a přijala řeholní jméno Markéta od Kříže (španělsky: Margarita de la Cruz). Papežské dispensy a královská privilegia ji vyvazovala ze slibu chudoby a života v klausuře. I po složení řeholního slibu zůstala v úzkém spojení s královskou rodinou. Do konventu implementovala prvky dvorského života a zvyků, především patronážně-klinetskou síť a mecenášství.
Ze zprávy Františka Kryštofa Khevenhüllera z Frankenburgu o příchodu Anny Dorotey de Austria do Španěl, kterou 21. ledna 1623 zaslal císaři Ferdinandovi II. vyplývá, že děvče mělo být inkognito dopraveno do jeho madridského domu, oděno podle španělské módy, poté prezentováno arcivévodkyni Markétě a navždy zmizet v klášterní klausuře. Španělští Habsburkové uznávali levobočky zplozené mužskými členy rodu za „přirozené“ děti. Zrození mimo manželství je vylučovalo z následnictví na trůnu, původ po otci je přesto řadil k příslušníkům panujícího domu. Středoevropská aristokratická společnost nazírala problém nemanželských dětí přísněji. Vídeňský dvůr císařů Matyáše i Ferdinanda II. podporoval levobočky po Rudolfovi II. finančně, společenské postavení srovnatelné s členy rodu zrozenými v manželském loži jim ale nepřiznal. Plán císaře Ferdinanda II. dostat levobočnou dceru zesnulého bratrance do Madridu inkognito zhatilo lodní neštěstí. Galéra, na kterou Anna Dorotea de Austria koncem listopadu 1622 v Janově nasedla, ztroskotala ve Lvím zálivu u tehdy španělského mysu Leocade (dnes Le Cap Leucate). Františkán Juan de Palma, autor životopisu arcivévodkyně Markéty Rakouské, zdramatizoval tuto událost jako přepad křesťanské lodi tureckou flotilou a zázračné zachránění zbožné dívky z rukou nevěřících. Při záchranné akci došlo k prozrazení identity dívky a jejích průvodců, z nichž jsou jmenovitě známi pouze komoří Juan Bonaventura Papazoni cestující s manželkou a dcerami a Dorotea z Moltzeru. Arcibiskup barcelonský poskytl ztroskotancům pomoc a po pět dní je hostil ve své rezidenci.
Nepočetná družina, s níž císař Ferdinand II. vypravil Annu Doroteu de Austria do Španěl, vyvolala u madridského dvora značný údiv. Ferdinandova manželka Eleonora Mantovská (1598–1655) reagovala na kritiku zprostředkovanou komořím Papazonim zasláním osobního listu arcivévodkyni Markétě. Skromný doprovod omlovala nesnázemi daleké cesty a okolností, že „tady venku děti nemanželské neb přirozené málo váženy jsou“. Král Filip IV. Španělský nařídil pro Annu Doroteu de Austria čestný doprovod z Barcelony až do Madridu. Vyslanec Khevenhüller jí i s manželkou musel vyjet v ústrety do Alcalá de Henarez. Při vstupu do Madridu, k němuž došlo pravděpodobně na přelomu roku 1622/1623 vítali dívku hofmistři všech členů královské rodiny. Arcivévodkyně Markéta Rakouská si přála poznat neteř před oficiálním uvedením do kláštera, Anna Dorotea jí byla proto ještě ten den večer tajně představena.
Den po příjezdu do Madridu byla Anna Dorotea de Austria slavnostně uvedena do kláštera koletinských klarisek Královských bosých. Král Filip IV. Španělský vypravil k domu vyslance Khevenhüllera delegaci dvorních hodnostářů na čele se svým kancléřem Gasparem de Guzmán hrabětem z Olivares (1587–1645) a dva královské kočáry. Olivaresova žena Inés de Zúniga y Velasco (1584–1647) a nejmenovaná Olivaresova sestra doprovázely dívku v jednom z královských kočárů, v druhém jeli Olivares a Khevenhhüller následováni dvořany na koních. V klášteře ji očekávala královská rodina. Král Filip IV., jeho choť Izabela Bourbonská (1602–1644) a Filipovi sourozenci infantka Marie Anna (1606–1646), která Anně Dorotee pro tuto příležitost darovala skvostné šaty, infant Karel (1607–1632) a kardinál-infant Ferdinand (1609–1641) ji uvedli k arcivévodkyni Markétě. Král Filip IV. se vyslovil proti okamžité výměně světského šatu za řeholní roucho novicek a uzavření v klášterní klausuře. Vykázal jí komnaty, které dříve obývala její babička Marie Španělská a rozhodl, že do klausury přesídlí, až se sžije s novým prostředím. Podle zprávy vyslance Khevenhüllera z 21. ledna 1623 oblékla Anna Dorotea před 14 dny řeholní hábit. Oblečení řeholního roucha novicek a uzavření v klášterní klausuře symbolizovaly, že Anna Dorotea de Austria akceptovala řeholní stav pro nějž ji předurčili její habsburští příbuzní. Přípravu na specifickou existenci „královské jeptišky“ propagující s odkazem na původ z vládnoucí dynastie ideologii Pietas Austriaca, zbožnosti jako nejvyšší ctnosti Habsburků, řídila arcivévodkyně Markéta. Společně s ní vychovávala Kateřinu Estenskou (1613–1628), dceru modenského vévody Alfonse III. (1591–1644) a Isabely Savojské (1591–1626), vnučku infantky Kateřiny Michaely Španělské (1567–1597). Kateřina Estenská se stala novickou roku 1619 a v lednu roku 1628 zemřela v klášteře na horečnaté onemocnění.

### Sestra Anna Dorotea od Neposkvrněného početí
16. srpna 1628, podle jiných zdrojů 18. září 1628 složila Anna Dorotea de Austria v madridském klášteře Královských bosých řeholní slib a pod řeholním jménem Anna Dorotea od Neposkvrněného početí (španělsky: Ana Dorotea de la Concepción) vstoupila do řádu koletinských klarisek. Řeholní jméno si zvolila podle imakulátní nauky šířené františkány. Její mentorka arcivévodkyně Markéta se u papeže zasazovala o prohlášení nauky o Neposkvrněném početí Panny Marie za církevní dogma. Slavnostní akt složení řeholního slibu se odehrál za přítomnosti královské rodiny, papežského nuncia Giovanniho Battisty kardinála Panphilija (1574–1655), pozdějšího papeže Inocence X. a rakouského vyslance Františka Kryštofa Khevenhüllera hraběte z Frankenburgu. Papežské dispensy a královská privilegia přiznaly Anně Dorotee svobody dovolující porušení klášterní klausury a řeholního slibu chudoby. Bylo jí uděleno právo na volbu zpovědníka, vedení korespondence, přijímání návštěv, udělování audiencí, osobní majetek, uzavírání obchodů a vydržování dvora včetně využití klášterních sester pro různé služby. Anna Dorotea de Austria vybudovala rozsáhlou vztahovou síť klášterních i osobních patronů a klientů. Korespondovala s papeži, kardinály a vatikánskými sekretáři, papežští nunciové u ní ihned po příjezdu do Madridu vykonávali nástupní návštěvu. Stala se důvěrnicí a poradkyní krále Filipa IV. Španělského. Písemné a osobní styky s Habsburky všech rodových větví, se spřízněnými a jinými dynastiemi, s vyslanci, dvořany a nositeli úřadů z ní učinily jednu z nejinformovanějších a nejvlivnějších osobností Španělska 17. století. Působila na prohloubení dynastické a politické provázanosti mezi Madridem a Vídní a byla vyhledávaným kontaktem císařských vyslanců na madridském dvoře.

## Mecenáška
Anna Dorotea de Austria inspirovala, iniciovala a financovala v madridském klášteře Královských bosých vznik významných výtvarných děl.
Z roku 1628 pochází její polofigurální portrét od Petra Paula Rubense (1577–1640). Olej na plátně o rozměrech 76,2 x 65 cm představuje mladou ženu v řeholním rouchu klarisek. Obraz vznikl během Rubensovy diplomatické mise u madridského dvora krále Filipa IV. Španělského, kam jej vyslala místodržitelka Španělského Nizozemí Isabela Klára Evženie Španělská (1566–1633).
Ikonograficky a ikonologicky výjimečnou fundací Anny Dorotey byla kaple Panny Marie Guadalupské v klausuře kláštera Královských bosých s jedinečným souborem obrazů starozákonních žen. Provedením projektu, k němuž poskytla ideovou základnu, pověřila madridského malíře, sochaře a architekta Sebastiána de Herrera Barnuevo (1611 nebo 1619–1671). Kaple byla zasvěcena roku 1653.
Jméno Anny Dorotey je krom kaple Panny Marie Guadalupské zvěčněno v medailonu nad hlavním schodištěm kláštera vyzdobeného iluzivní malbou. Nápis hlásá: RESTAURO ESTA ESCALERA SOR ANA DOROTEA MARQUESA DE AUSTRIA HÍJA DEL EMPERADOR RODOLFO II. RELIGIOSA DE ESTE CONVENTO ANNO 1684 (česky: Toto schodiště obnovila sestra Anna Dorotea markraběnka Rakouská, dcera císaře Rudolfa II., řeholnice tohoto kláštera, roku 1684.) Vzhledem k chybějícím dokumentům a složitému umělecko-historickému rozboru zůstávalo dlouhou dobu nejasné, v jaké míře se podílela na opravách, případně dokončení již existujících maleb, či financovala malby nové, kdy přesně jednotlivé malby vznikly a kdo byl jejich autorem. Podle analýz z počátku 21. století se Anna Dorotea podílela na obnově maleb vzniklých kolem roku 1660, do roku 1684 spadá vyobrazení božských ctností a portrét její patronky sv. Doroty.